# 甘露寺圭郁
甘露寺 圭郁（かんろじ たまか、旧名：高木 圭郁〈たかぎ たまか〉、12月30日 - ）は、日本の元女子プロテニス選手。現在はプライベートテニスコーチや子供向け英会話レッスンを行っている。

## 経歴
福岡県出身。春日市立春日西中学校在学中の1980年（昭和55年）、第7回全国中学生テニス選手権大会に出場し、女子シングルスで準優勝した。
同じくテニス選手であった甘露寺重房と結婚し、1995年（平成7年）2月20日に息子仁房を出産した。
2000年代から、葉祥明の絵本の英訳を手掛けるようになった。

## 著作

### 単著
- 『伊達公子　自分のための生き方：この考え方が「伊達」を強くした！』三笠書房〈知的生きかた文庫〉、1996年。ISBN 978-4-8379-0848-7。

### 英訳書
- 葉祥明『奇跡の贈り物：本当の自分に会える』愛育社、2001年12月。ISBN 978-4-7500-0115-9。
- 葉祥明『神の子たち：パヤタスに吹く風』中央法規、2002年3月。ISBN 978-4-8058-2182-4。
- 葉祥明『ことばの花束』日本標準、2003年10月。ISBN 978-4-8208-0063-7。
- 葉祥明『ことばの花束Ⅱ：幸せになるために』日本標準、2003年12月。ISBN 978-4-8208-0064-4。
- 葉祥明『ことばの花束Ⅲ：この気持ち、なんだろう…』日本標準、2003年12月。ISBN 978-4-8208-0065-1。
- 葉祥明『ヒーリング・キャット』晶文社、2004年2月。ISBN 978-4-7949-6607-0。
- 葉祥明『リトル・ツリー』晶文社、2005年4月。ISBN 978-4-7949-6657-5。
- 葉祥明『しあわせことばのレシピ』日本標準、2005年12月。ISBN 978-4-8208-0259-4。
- 葉祥明『海からの風』晶文社、2011年8月。ISBN 978-4-7949-6767-1。
- 葉山祥鼎『くまモンとグルービーの大冒険』ハヤマテイジ絵、熊本県くまもとブランド推進課監修、中央法規、2017年3月。ISBN 978-4-8058-5481-5。
- 葉祥明『ヒーリング・キャットⅡ：オープン・ユア・ハート』晶文社、2019年8月。ISBN 978-4-7949-7153-1。

## 系譜
- 夫：甘露寺重房
  - 息子：甘露寺仁房

### ウェブサイト出典
1. 1 2  “PROFILE プライベートレッスンコーチ 甘露寺 圭郁” (PDF).   高輪テニスセンター. 2024年10月14日閲覧。
2. ↑  “トップスタイリストが提案。軽やかな毛先と髪色で、少しモードな「外ハネスタイル」”. 家庭画報.com.  世界文化社 (2021年4月20日). 2023年12月24日時点のオリジナルよりアーカイブ。2023年12月24日閲覧。
3. ↑  “全国中学生テニス選手権大会｜女子シングルス歴代優勝者”. テニスマガジンONLINE.  ベースボール・マガジン社 (2019年8月24日). 2023年12月24日時点のオリジナルよりアーカイブ。2023年12月24日閲覧。

### ニュースサイト出典
1. ↑  「和歌山FB「鬼滅の強打者」　甘露寺選手、目指す柱」『朝日新聞DEGITAL』朝日新聞社、2021年3月26日。オリジナルの2021年3月26日時点におけるアーカイブ。2023年12月24日閲覧。